# Missy-sur-Aisne
Missy-sur-Aisne település Franciaországban, Aisne megyében. Lakosainak száma 628 fő (2022. január 1.). Missy-sur-Aisne Acy, Bucy-le-Long, Chivres-Val, Condé-sur-Aisne és Sermoise községekkel határos.

## Népesség
A település népességének változása:
| Lakosok száma | 320  | 522  | 597  | 698  | 662  | 648  | 640  | 627  | 620  | 628  |
|               | 1968 | 1982 | 1990 | 2006 | 2013 | 2015 | 2017 | 2019 | 2020 | 2022 |